# Brailsford
Brailsford – wieś w Anglii, w hrabstwie Derbyshire, w dystrykcie Derbyshire Dales. Leży 12 km na północny zachód od miasta Derby i 192 km na północny zachód od Londynu.